# 아나 로스
아나 로스(독일어: Anna Loos, 1970년 11월 18일~)는 독일의 배우, 가수이다. 1996년부터 50편이 넘는 영화에 출연했다. 2006년부터 록 밴드 실리 (밴드)의 목소리를 맡아왔다.

## 개인사
로스는 배우 얀 요제프 리퍼스와 결혼했다. 이들은 두 딸을 두고 있으며 베를린 슈테글리츠첼렌도르프구에 살고 있다.

## 음반 목록
- Werkzeugkasten (2019)